# リポヴァー・ラーズニェ - ヤヴォルニーク・ヴェ・スレスク線
リポヴァー・ラーズニェ～ヤヴォルニーク・ヴェ・スレスク線（チェコ語: Železniční trať Lipová Lázně – Javorník ve Slezsku）は、チェコ国鉄の鉄道線の名称である。路線番号は295。
1896年から1897年にかけて、帝立王立国有鉄道によって開業した。

## 運行形態
全て各駅停車で、2時間に1本の運行。リポヴァー・ラーズニェで、292号線ザーブルジェフ方面・イェセニーク方面双方の特急と接続する。大部分が線内のみの運行であるが、292号線のイェセニークやシュンペルクに直通する列車も運行されている。

## 駅一覧
以下では、チェコ国鉄295号線の駅と営業キロ、停車列車、接続路線などを一覧表で示す。なお、全て各駅停車である。
| 路線名 | 駅名                                   | 駅間営業キロ | 累計営業キロ | 接続路線 | 所在地       | 所在地         |
| ------ | -------------------------------------- | ------------ | ------------ | -------- | ------------ | -------------- |
| 292    | リポヴァー・ラーズニェ駅               | -            | 0.0          | 292号線  | オロモウツ州 | イェセニーク郡 |
| 292    | リポヴァー・ラーズニェ・イェスキニェ駅 | 2.8          | 2.8          |          | オロモウツ州 | イェセニーク郡 |
| 292    | ヴァーペンナー駅                       | 7.1          | 9.9          |          | オロモウツ州 | イェセニーク郡 |
| 292    | ジュロヴァー駅                         | 3.3          | 13.2         |          | オロモウツ州 | イェセニーク郡 |
| 292    | トミーコヴィツェ駅                     | 1.8          | 15.0         |          | オロモウツ州 | イェセニーク郡 |
| 292    | コビラー・ナド・ヴィドナフコウ駅       | 2.2          | 17.2         |          | オロモウツ州 | イェセニーク郡 |
| 292    | ヴェルカー・クラシ駅                   | 2.9          | 20.1         |          | オロモウツ州 | イェセニーク郡 |
| 292    | ホルニー・ヘルジマニツェ駅             | 3.5          | 23.6         |          | オロモウツ州 | イェセニーク郡 |
| 292    | ベルナルチツェ・ウ・ヤヴォルニーカ駅   | 2.1          | 25.7         |          | オロモウツ州 | イェセニーク郡 |
| 292    | ヤヴォルニーク・ヴェ・スレスク駅       | 5.2          | 30.9         |          | オロモウツ州 | イェセニーク郡 |